# 증폭형 핵분열탄
증폭형 핵분열탄(增幅形 核分裂彈, Boosted fission weapon)은 수소폭탄과 내폭형 핵분열탄 사이의 단계와 파괴력을 가진다. 보통 40kt - 150kt 이상 정도이며 핵분열 과정을 통해서 고온을 만들고 핵융합을 일으키는 폭탄이다. 수소폭탄과 유사하지만 위력에서 다르다.

## 구조
중앙에 중수소와 삼중수소 혼합물이 위치하며 이를 플루토늄-239가 감싸고 있다. 이를 리튬-6이 둘러싸고 있다. 또 우라늄-238이 탬퍼로 작용하는데 리튬과 플루토늄-239와사이에는 진공이 존재하고 이는 고르게 압축하는데 도움을 주기 위함이다.

## 폭발순서
먼저 외부의 고폭(고속/저속)이 폭발하면 충격파와 폭발력으로 보라색의 비분열성 우라늄-238(탬퍼) 이것은 구중심으로 압축된다.(진공은 압축을 고르게 해주는 역할)
임계질량 이하의 플루토늄-239 압축당하면서 원자간의 간격이 가깝게되고 자발중성자에 의해 연쇄반응이 시작되는데 미임계질량이라도 압축하면 임계에 도달하여 연쇄반응을 시작하게 된다.(내폭형 원자폭탄처럼)
구중심에 있는 중수소,삼중수소는 핵분열에 의해 고온(1천만도이상)에 이르게되어 핵융합을 시작한다.중수소+삼중수소는 핵융합(핵융합하면 헬륨-4 로 변환)을 하고남은 잉여중성자(80%)가 발생하는데 이 중성자 일부는 핵분열에이용되어 핵분열효율을 높인다. 자세한 핵분열 반응은 핵분열 문서를 참고할 것.
참고로 증폭핵분열탄은 핵융합을 이용하지만 어디까지나 거기에서 발생한 잉여 중성자를 이용하는 것이고 수소폭탄은 핵융합에너지기 핵폭발의 주가된다는점에서 차이는 존재한다.

## 같이 보기
- 텔러-울람 설계
- 핵무기 설계
- 수소폭탄